# František Xaver Chotek
František Xaver Tadeáš Chotek, původní jméno Kotek, psán též Khotek (22. října 1800 Libhošť – 5. května 1852 Vídeň) byl český hudební skladatel.

## Život
Narodil se jako František Xaver Kotek. Byl synem Václava Kotka prvního učitele v Libhošti. Otec jej naučil základům hry na housle, klavír a varhany. Dokonce otci vypomáhal i jako učitelský pomocník.
Vystudoval piaristické gymnázium v Příboře v roce 1818. Podařilo se mu získat hudební stipendium farního kostela Am Hof (U devíti kůrů andělských) ve Vídni. Vedle toho studoval filozofii a práva. Studium práv předčasně ukončil a zcela se věnoval hudbě. Jeho učitelem byl dvorní varhaník J. B. Henneberg a po jeho smrti Šimon Sechter (mj. učitel Ludwiga van Beethovena). Své jméno začal psát Chotek, patrně z důvodu německé výslovnosti.
Stal se učitelem hry na klavír a záhy si získal značnou oblibu i ve šlechtických rodinách. Několik skladeb nese věnování vídeňským šlechtičnám. Nadále byl varhaníkem v kostele Am Hof. Zkomponoval pro něj svou nejslavnější skladbu, mši Tantum ergo a řadu menších chrámových skladeb.
Tiskem vydal okolo stovky skladeb. Spolupracoval s předními evropskými hudebními vydavateli. Jeho skladby vydávali Ricordi i Diabelli v Miláně, ale i vydavatelství ve Vídni, v Paříži i v Praze.
Vídeň již nikdy neopustil. Ve Vídni se oženil a ve Vídni, dne 5. května 1852, také zemřel na tuberkulózu plic. Byl pochován na hřbitově v 5. vídeňském okrese Matzleinsdorf, který však již dnes neexistuje. Na jeho místě je park.

## Dílo
Život v prostředí vídeňské smetánky ovlivnil i jeho skladatelský vývoj. V jeho skladbách proto převažují úpravy tehdy populárních oper (Gaetano Donizetti, Saverio Mercadante, Gioacchino Rossini, Jacques Fromental Halévy, Giuseppe Verdi, Giacomo Meyerbeer, Giacomo Puccini) a zlidovělých písní nejčastěji v provedení pro klavír na čtyři ruce. Na operní témata komponoval i koncertní variace pro klavír.
Kromě toho složil a vydal řadu instruktivních skladeb pro potřeby svých žáků. Chrámové skladby zůstaly většinou v rukopise a řada jich je ztracena.